# شيونغ تشاوزهونج
شيونغ تشاوزهونج (بالصينية: 熊朝忠) مواليد 3 أكتوبر 1982 في الصين، هو ملاكم محترف صيني يصنف ضمن فئة وزن الذبابة.

## المسيرة الاحترافية
من نزالاته:
- انتصر على دنفر كويلو (28-06-2013).
- خسر أمام دايسكي نايتو (26-05-2009).

## إحصائيات
خاض خلال مسيرته 33 نزالا، فاز في 26 وتعادل في 1 وخسر في 6. فاز بالضربة القاضية في 14 نزالا.

## روابط خارجية
- شيونغ تشاوزهونج على موقع بوكس ريك (الإنجليزية) (registration required)